# Нароватово
Нарова́тово — село в Теньгушевском районе Республики Мордовия, расположенное на правом берегу реки Мокша, в 5 километрах от районного центра (село Теньгушево).
Является административным центром Нароватовского сельского поселения, в которое также входят деревня Баево, посёлки Вяжга и Шелубей.
Название села происходит от дохристианского мордовского имени Нороват. В письменных источниках Нароватово впервые упоминается c начала XVII века .
В селе имеются школа, библиотека, дом культуры, медпункт, отделение связи, два КФХ. Женский фольклорный ансамбль Нароватова — лауреат республиканского и всероссийского смотров художественной самодеятельности, а также Международного фестиваля придунайских стран, проходившего в 1993 году в Венгрии.
Возле Нароватово обнаружены стоянка каменного века, Нароватовское городище, мордовские могильники XIII—XIV и XVI—XVII веков.
Рядом с входящим в Нароватовское сельское поселение посёлком Шелубей находится озеро Шелубей (особо охраняемая природная территория).
Население 332 чел. (2001), в основном мордва-эрзя.
Расположено на правом берегу Мокши, в 5 км от районного центра и 100 км от железнодорожной станции Потьма. Название-антропоним: от мордовского дохристианского имени Нороват. В письменных источниках упоминается с начала 17 в. По сведениям писцовых книг Кадомского уезда, в 1614 г. в Нароватове было 17 дворов, из них 9 — пустых. Выходцы из Нароватово, служившие в середине 17 в. на Керенской засечной черте, основали село Дракино. В конце 17 в. крестьяне Нароватова приняли православие. В 1779 г. здесь проживали 403 чел. По «Списку населённых мест Тамбовской губернии» (1862), Нароватово — деревня казённая из 130 дворов (900 чел.) Темниковского уезда; имелись 3 мельницы; в 1895 г. была открыта церковно-приходская школа. В 1912 г. — 300 хозяйств. Многие крестьяне занимались отхожими промыслами. В революционных событиях 1917 г. участвовали Д. П. Архипов и Е. П. Тугушев, состоявшие в переписке с ЦК РСДРП(б). В 1930 г. в Нароватове проживали 1 619 чел. В 1929 г. в селе был организован колхоз «12-я годовщина Октября», с 1950 г. — им. Карла Маркса, с 1992 г. — СХП «Нароватовское», с 1998 г. — два К(Ф)Х (М. В. Гарьянова и А. В. Ревунова). В современном селе — основная школа, библиотека, Дом культуры, медпункт, магазин, отделение связи; памятник воинам, погибшим в годы Великой Отечественной войны; Никольская церковь (1862). Женский фольклорный ансамбль Нароватово (руководитель — заслуженный работник культуры МАССР И. П. Сёмушкин) — лауреат республиканских и всероссийских смотров художественной самодеятельности, Международного фестиваля придунайских стран (Венгрия, 1993). Нароватово — родина Героя Социалистического Труда Н. Е. Алексенцевой, делегата 3-го Всероссийского съезда Советов, члена ВЦИКа (1918) Н. М. Бабинкова, педагога А. И. Якубовской, члена ВРК Туркестанского края Н. Г. Тугушева (погиб в 1918 г.), партийного работника Ф. А. Тугушева. Возле Нароватова — стоянка каменного века, Нароватовское городище, мордовские могильники 13—14, 16—17 вв. В Нароватовскую сельскую администрацию входят д. Баево (162 чел.; родина матроса-революционера И. И. Маскаева, расстрелян в 1906 г.), пос. Вяжга (43; родина учёного А. И. Маскаева), Шелубей (6 чел.).

## Источник
- Энциклопедия Мордовия, И. П. Ениватов, В. Н. Шитов.